# Marine Corps Base Quantico

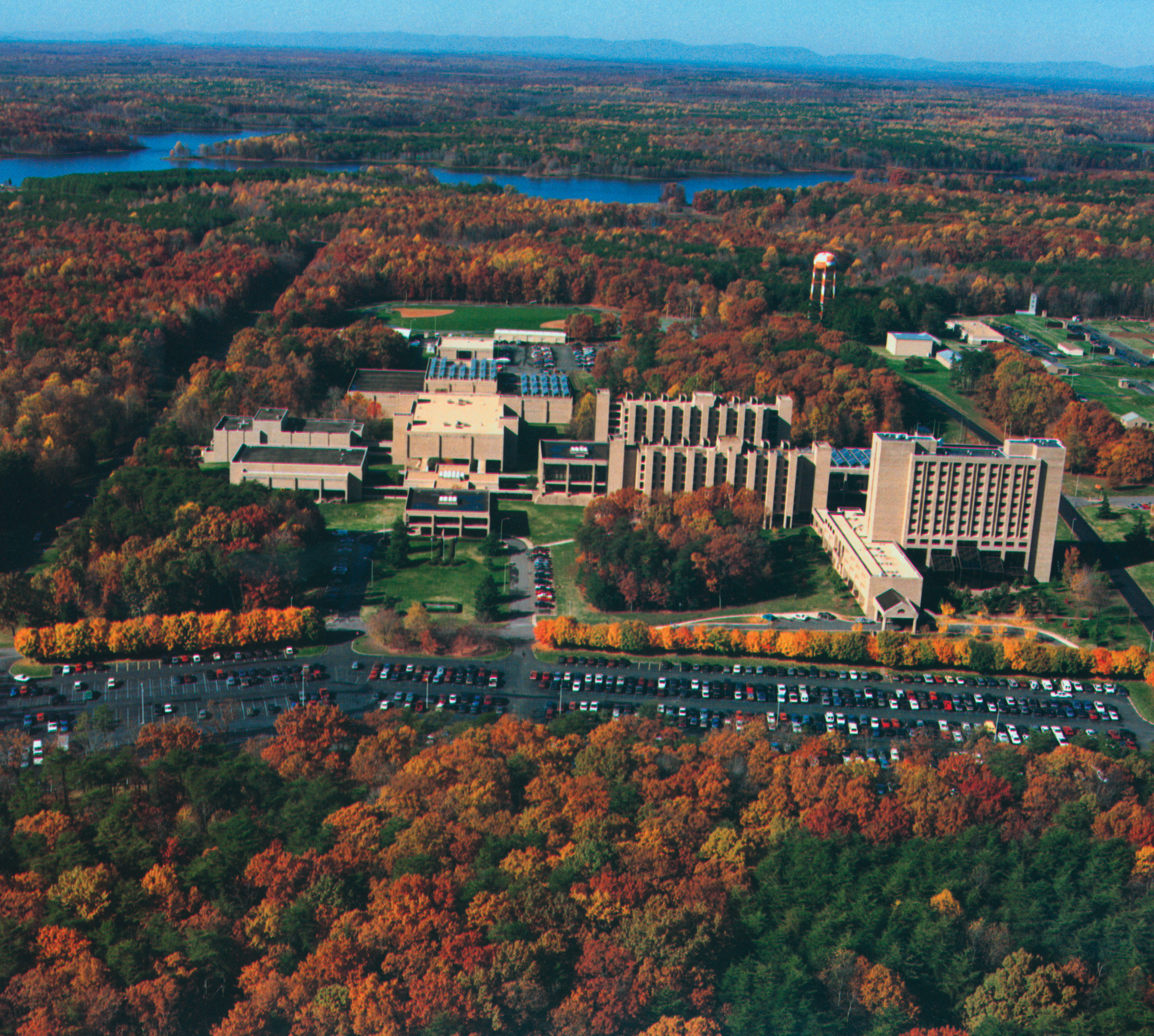
Vue aérienne de l'académie du FBI, l'une des composantes de la base.

Le Marine Corps Base Quantico est une base, fondée en 1917, de l’United States Marine Corps située à Quantico (Virginie) aux États-Unis. Elle y accueille notamment l'école de formation des agents du FBI - FBI Academy-  et le principal centre d'entraînement de la DEA, mais aussi le siège du Naval Criminal Investigative Service depuis 2011.